# Яннік Шустер
Яннік Шустер (нім. Jannik Schuster, нар. 16 травня 2006, Галль-ін-Тіроль, Австрія) — австрійський футболіст, центральний захисник клубу «Зальцбург».

## Ігрова кар'єра

### Клубна
У 2020 році Яннік Шустер приєднався до молодіжної команди австрійського клубу «Зальцбург». Професійну кар'єру футболіст почав у сезоні 2023/24, виступаючи у Другій Бундеслізі в складі фарм-клуба «Зальцбурга» — «Ліферінг».
В основі «Зальцбурга» Шустер дебютував 24 травня 2025 року у матчі чемпіонату країни проти віденського «Рапіда». Протягом всього сезону 2024/25 Шустер грав у складі «Ліферінга», де був капітаном команди.
В червні 2025 року Шустер був у складі «Зальцбурга» на Клубному чемпіонаті світу але на поле на турнірі він не виходив. 12 серпня 2025 року захисник вийшов на заміну в кінці матчу Ліги чемпіонів проти бельгійського «Брюгге».

### Збірна
У 2025 році Яннік Шустер дебютував у складі молодіжної збірної Австрії.